# VLC
VLC media player ili službeno VLC je besplatni program otvorenog koda za prikazivanje i emitiranje multimedijskih sadržaja. Izdavač je VideoLAN projekt.
Program je dobio ime po početnima slovima VideoLAN Client dok je bio samo klijent, ali nove verzije mogu raditi i kao server, jer je u program uključen i VLS, koji je VideoLAN paralelno razvijao.

## Mogućnosti
VLC je portabilni multimedijski player, enkoder i streamer. Podržava mnoge audio i video kodeke i formate datoteka, kao i DVD, VCD i razne streaming protokole. Može slati stream kroz mrežu,  pretvarati multimedijalne datoteke u različite formate i snimiti ih.
Program radi na različitim platformama, ima verzije za Microsoft Windows, Mac OS X, Linux, BeOS i BSD.

## Ulaz i izlaz
Na donjoj slici je shema ulaza i izlaza programa projekta VideoLAN.
S lijeve strane su ulazi (datoteka s diska, DVD, web kamera...) koji se u programu obrađuju i prikazuju na računalu ili šalju kao izlaz na neki drugi uređaj, s ili bez konverzije (transcoding).
Razvoj program VLS je obustavljen, a većinu njegovih mogućnosti preuzeo je VLC.

## Vanjske poveznice
- Službena stranica www.videolan.org
- VLC u vijestima na www.bug.hr  Arhivirana inačica izvorne stranice od 26. lipnja 2010. (Wayback Machine)
- 15 Features Of VLC Player That You Probably Don’t Know About, na web stranici AddictiveTips